# هندسة دقيقة

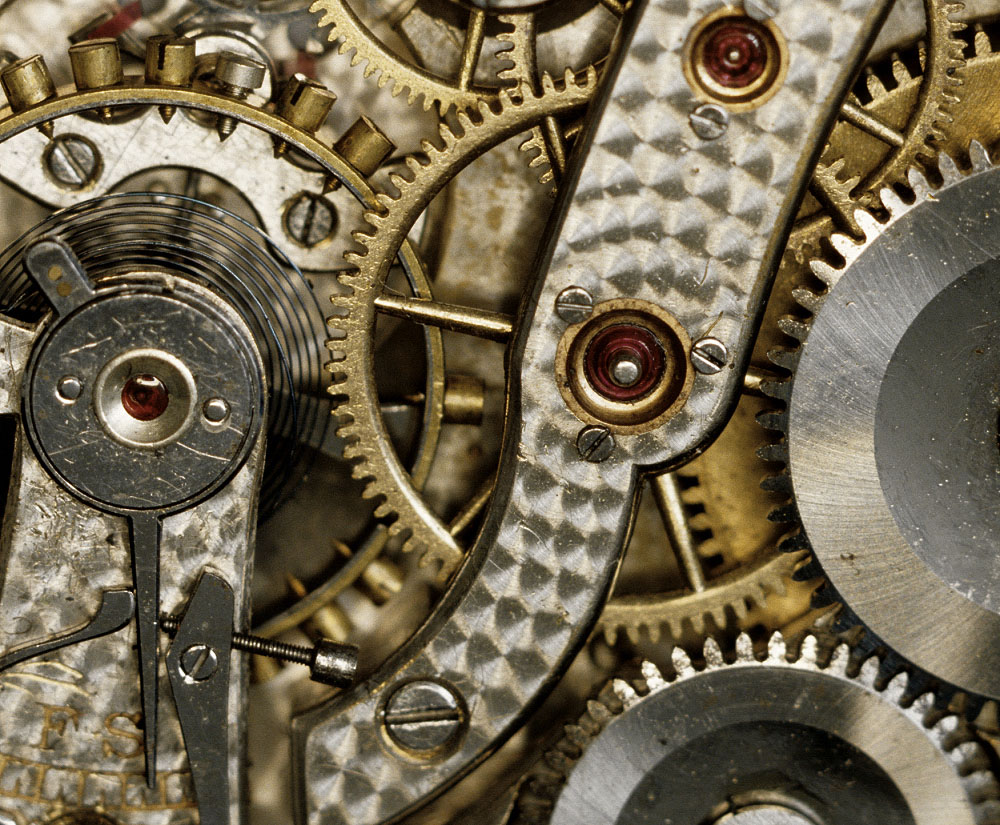

الهندسة الدقيقة هي فرع من فروع الهندسة الميكانيكية والهندسة الكهربائية والهندسة البصرية والتي تهتم بدراسة وتصميم الآلات والآجهزة والمعدات الأخرى التي لها دقة عالية بشكل كمي وثابت على مر الزمن. تتنوع تطبيقات الهندسة الدقيقة من آلات التشغيل، النظم الكهروميكانيكية الصغرى، أجهزة القياس، وغيرها.
المبدأ الأساسي في الهندسة الدقيقة هو أن سلوك الآلة يكون كامل الفهم وتحت السيطرة، ولا يوجد أي شيء تقوم به الآلة بشكل عشوائي أو غير مضبوط، بحيث أن كل شيء يحدث بوجود سبب، وبالتحكم بالأسباب يكون من الممكن قياس وتصغير التأثيرات على دقة الآلة.